# Oss

Topografische gemeentekaart van Oss, december 2015

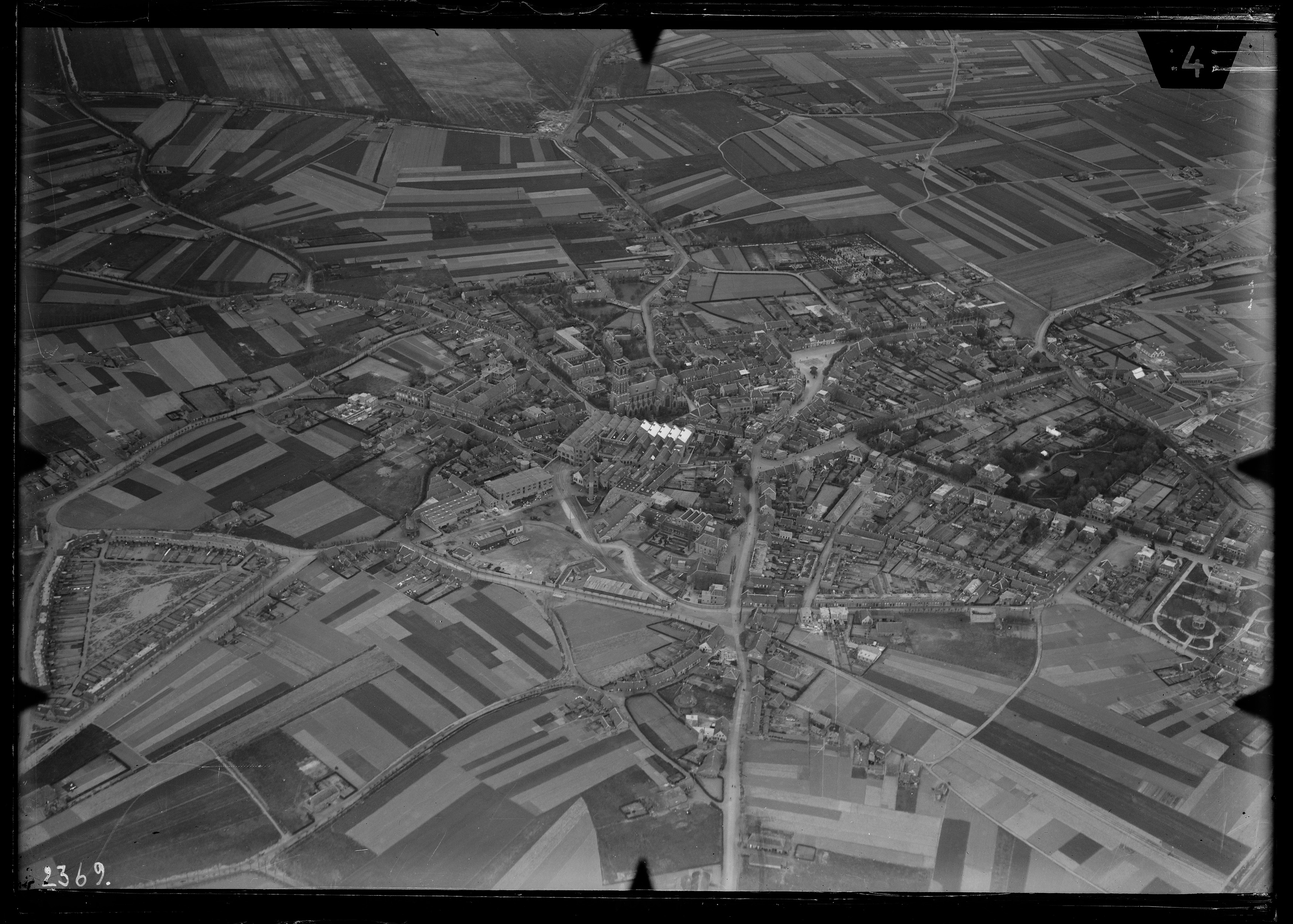
Luchtfoto door Luchtvaartafdeeling, 1920-1940. Nederlands Instituut voor Militaire Historie.

Oss is een stad in de Nederlandse provincie Noord-Brabant, gelegen tussen 's-Hertogenbosch en Nijmegen. Het is de hoofdplaats van de gemeente Oss. De stad speelt een regionale rol als werk-, woon- en winkelstad. De stad is omringd door verschillende landschappen en ligt geologisch gezien op de rand van hogere, droge zandgronden en lagere, vochtige kleigrond, met de rivier de Maas in de nabijheid. Hoewel Oss een rijke historie kent - in het verleden was het de hoofdstad van het Kwartier van Maasland van de Meierij van 's-Hertogenbosch - zijn er weinig overblijfselen uit het verleden bewaard gebleven. Wel zijn er nog een aantal monumenten die getuigen van het industriële verleden.

## Naam
De betekenis van de naam Oss, in de late middeleeuwen gespeld als Os en tot de 20ste eeuw gespeld als Osch, ligt niet eenduidig vast. De historicus Jan Cunen nam in 1932 nog aan dat er verband bestond met rundvee: de os siert al sinds de middeleeuwen het wapen. Door andere deskundigen werd een verband met de Germaanse Asen (of: Osen) gelegd. Tegenwoordig wordt aangenomen dat de naam hoger gelegen plaats aan het water betekent. Dit water was de Maas en de hoger gelegen plaats was de Heuvel, de kern van de bewoning.

## Geschiedenis
Oss werd al meer dan 2000 jaar voor Christus bewoond. De oudste vermelding van de plaats stamt uit 1161. Oss kreeg gemeenterechten in 1286 door Hertog Jan I van Brabant. Het Kasteel van Oss werd omstreeks 1374 gebouwd. In 1399 kreeg Oss stadsrechten. De stad had veel te lijden onder de conflicten van Brabant en later de Habsburgse Nederlanden met Gelre, tot Gelre in 1543 door Karel V bij de Habsburgse Nederlanden werd ingelijfd.
Eind negentiende, begin twintigste eeuw, was voor de stad een roerige periode: Oss ging gebukt onder ernstige criminaliteit, die in het hele land associaties opriep met de misdaadpraktijken in het Noord-Amerikaanse Chicago. De zogenaamde "Bende van Oss" was berucht en gevreesd. De termen messensteker en messentrekker, die in de volksmond vaak met een knipoog worden gebruikt om een inwoner van Oss aan te duiden, refereren hier nog altijd aan. De film De bende van Oss (André van Duren, 2011) is gebaseerd op de gebeurtenissen uit deze tijd.
In 1881 kreeg Oss een eigen spoorwegstation, wat van groot belang was voor de aanwezige industrie. In de Tweede Wereldoorlog had Oss vanaf 1943 een NSB-burgemeester. Tijdens de oorlog werden 252 Joodse burgers uit de stad gedeporteerd en vermoord. Oss werd bevrijd op 19 september 1944.
De stad kreeg in 1968 een haven, die via het Burgemeester Delenkanaal werd aangesloten op de Maas. In 1994 werd de gemeente Oss verder uitgebreid, en in 2003 fuseerde de gemeente Ravenstein met Oss.
Eind 2019 vindt Operatie Alfa, zoals genoemd door de politie en het Openbaar Ministerie, plaats. De operatie richt zich eind 2019 met een reeks grote invallen in woonwagenkampen in Oss en omgeving op de georganiseerde misdaad.

## Bezienswaardigheden

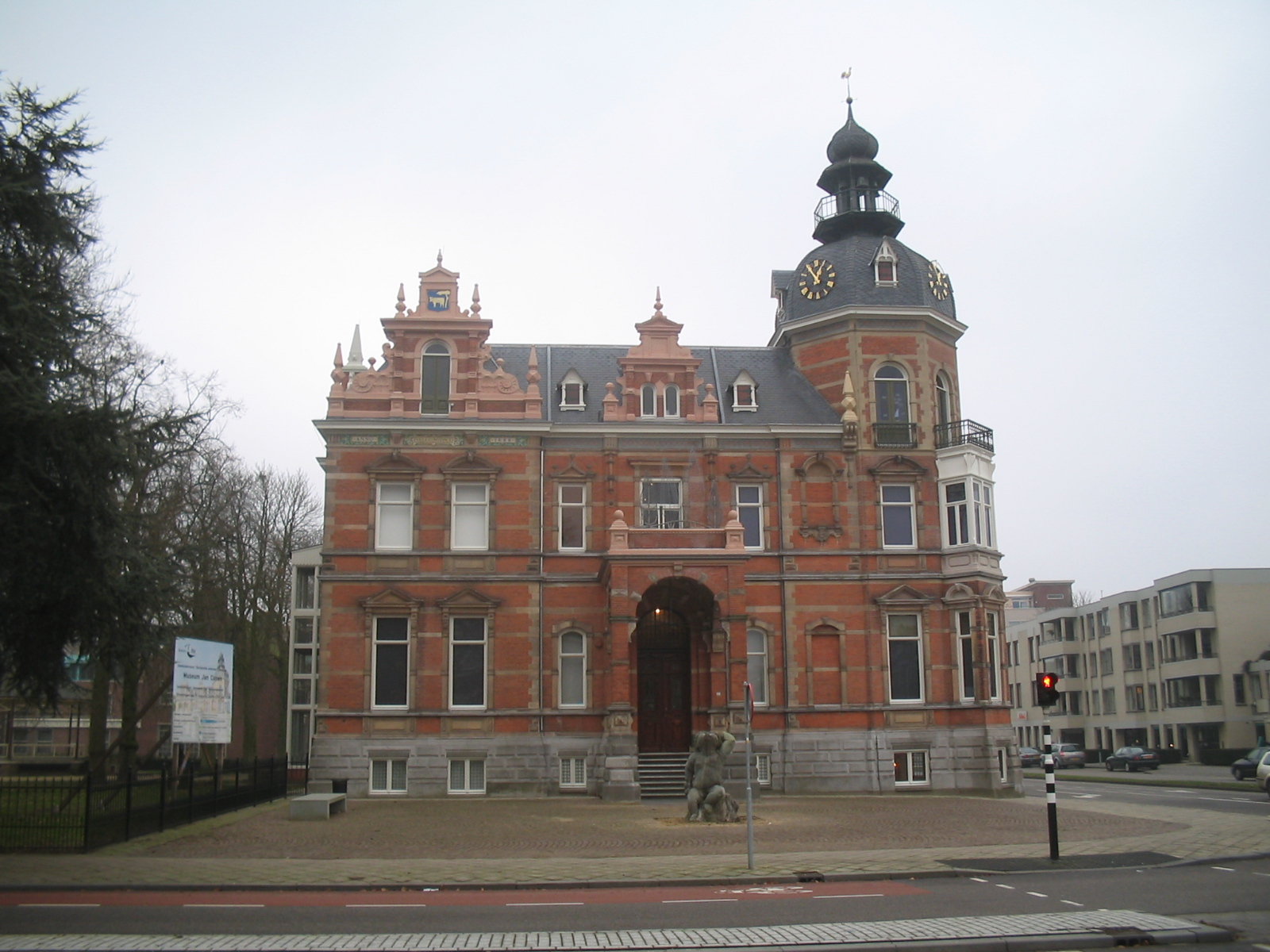
Museum Jan Cunen

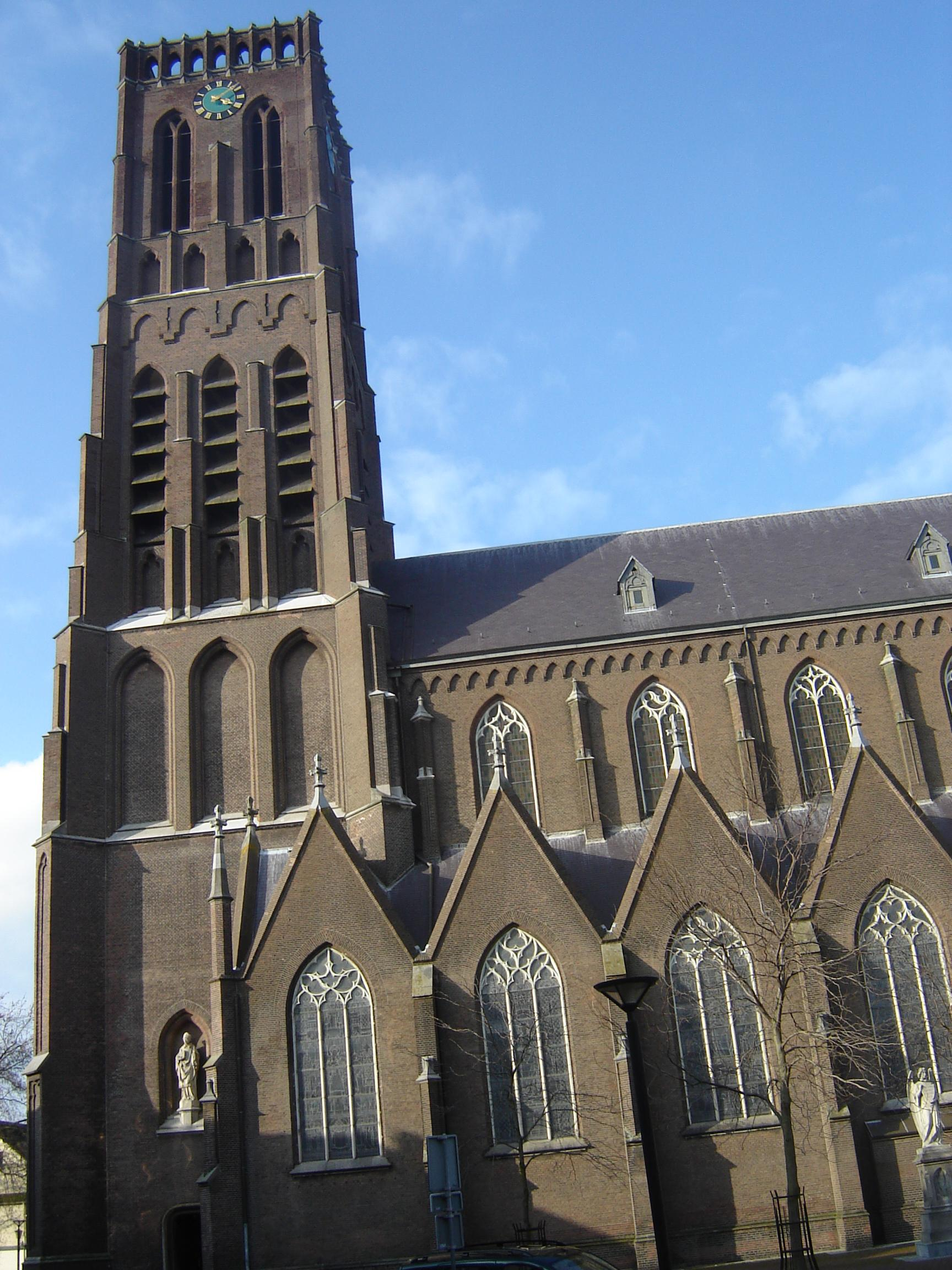
Grote kerk

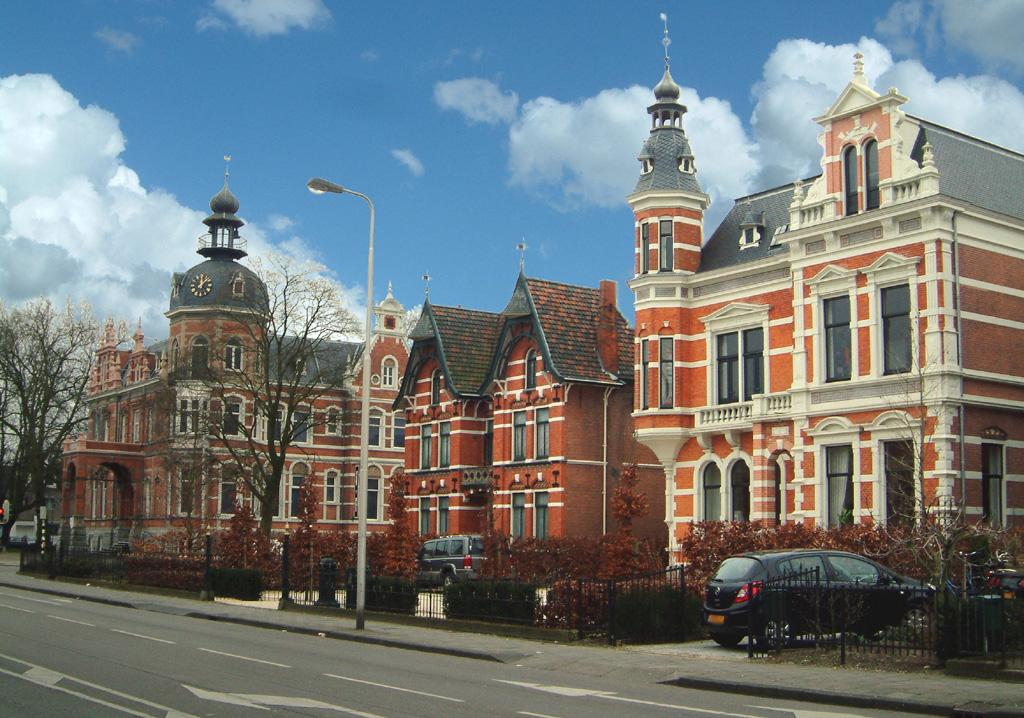
Molenstraat

- De Watertoren, door sommigen liefkozend aangeduid als "de sigaar van Oss", momenteel in gebruik als moskee.
- Overblijfselen van het Kasteel van Oss, nabij winkelcentrum de Gelderse Poort.
- Vorstengraf, reconstructie van een vorstengraf uit de zevende eeuw voor Christus op de plek waar door archeologen een ijzeren zwaard werd gevonden. De grafheuvel bevindt zich op het industrieterrein nabij de A50, waar de Brierstraat de Vorstengraflaan kruist. Op deze plek zijn ook enkele andere grafheuvels gereconstrueerd.
- De neogotische Grote Kerk, uit 1859, ontworpen door architect Hendrik Jacobus van Tulder en in 1982 gerestaureerd. De kerk, geklasseerd als Rijksmonument en gewijd aan Onze Lieve Vrouw Onbevlekt Ontvangen, is gebouwd ter vervanging van de afgebroken Willibrorduskerk. Het rijke interieur werd mogelijk gemaakt door giften van katholieke Osse industriëlen, waaronder Anton Jurgens. In 1999 is de toren voorzien van een carillon.
- Stellingmolen Zeldenrust, uit 1860.
- Stellingmolen Nieuw Leven, uit 1895.
- Villa Constance, een neoclassicistische woonvilla, in 1888 in opdracht van margarinefabrikant Arnold van den Bergh gebouwd en vernoemd naar zijn dochter. Van 1921 tot 1974 deed het pand dienst als stadhuis. Op dit moment is het in gebruik als museum (Museum Jan Cunen) en vernoemd naar de eerste stadsarchivaris van Oss.
- De Willibrordusput, nabij de splitsing van de Willibrorduslaan en de Munlaan. De put werd in de 14e eeuw voor het eerst in bronnen vermeld, maar is vermoedelijk ouder. Ter plaatse is een boomstamput opgegraven, die uit het tijdvak 900-1250 dateert. Er stond ook een stenen opbouw boven, die in de 18e eeuw zou zijn verwijderd. De huidige put stamt uit 1926. De bouw ervan werd mogelijk gemaakt door een schenking van Sidney van den Bergh en bevindt zich op 12 meter afstand van de oorspronkelijke put. Ook stond hier een (Willibrordus)kapel, die reeds in 1400 én 1485 in bronnen werd vermeld en waarschijnlijk in 1748 werd verwoest. Ook een eeuwenoude eik, de Sint-Willibrordusboom, zou hier hebben gestaan. Deze werd in 1845 geveld. De devotie voor de heilige Willibrordus, stammend uit de Middeleeuwen, wordt door Stephanus Hanewinkel in 1799 als volgt beschreven: Veele Roomschen, vooral zulken, die de koorts hebben, doen naar deezen Heuvel, welke ook St. Willebrord genoemd wordt, Bedevaarten, kruipen op hunne knieën, met eenen Roozenkrans in de hand, onder het uitboezemen van Pater-nosters en Ave-Maria's, rondom dien steenhoop, smijten gewoonlijk eenige Steenen, om denzelven in wezen te houden, op denzelven, drinken van het water uit die wonderbron of waschen zich met dezelve, en dan gaat de koorts weg of zij weg gevaagd word.
- Het kantoorpand de "Groene Engel" van Anton Jurgens' Margarinefabrieken, in 1912 ontworpen door Charles Estourgie (1884-1950) in de stijlen art nouveau en art deco, in 1930 in gebruik genomen door Philips en in 1979 in bezit gekomen van de gemeente Oss. Het pand is een Rijksmonument, werd in 1999 verbouwd, om vervolgens in gebruik te worden genomen als cultuurpodium.
- Het oude kantoorpand van fa. Gebr. v/d Bergh (later tapijtfabriek Bergoss). Het uit 1919 stammende gebouw is ontworpen door de Nijmeegse architect Oscar Leeuw en bevindt zich aan de Bram van den Berghstraat. Het gebouw bevat ornamenten in Art Nouveau-stijl en is geklasseerd als Rijksmonument.

## Cultuur
Theater De Lievekamp biedt een programma van opera tot cabaret. Sinds 1999 is het aanbod in de stad uitgebreid met de komst van cultuurpodium de Groene Engel. Het programma van "d'n Engel" omvat popconcerten, film- en theatervoorstellingen en maandelijks terugkerende activiteiten, zoals het folkcafé, het politiek café 'Zout', het moderne jazzcafé en het dixielandcafé.

### Erfgoedinstellingen
- Museum Jan Cunen, gehuisvest in Villa Constance, beschikt onder meer over een grote collectie schilderijen van de Haagse School.
- Stadsarchief Oss, een informatiecentrum over de geschiedenis van de stad Oss en de regio.

### Monumenten
- Lijst van rijksmonumenten in Oss (plaats)
- Lijst van gemeentelijke monumenten in Oss (plaats)

### Carnaval
In Oss worden met carnaval drie optochten gehouden: een jeugdoptocht, een grote optocht en de halfvastenoptocht. De jeugdoptocht vindt plaats op carnavalszaterdag, de grote optocht op carnavalszondag en de halfvastenoptocht op halfvastenzondag. Oss draagt met carnaval de naam Ossekoppenrijk. De carnavalskleuren van Oss zijn blauw en geel, net zoals de vroegere vlag van Oss.

### Evenementen
Enkele jaarlijkse evenementen die in de stad plaatsvinden of -vonden zijn:
Centrum:
- Klûnen in Oss
- Muziekboulevard
- Carnaval
- Halfvastenfeesten (sinds 2012)
- Oranjefeesten
- Koningsmarkt
- Oss on classic wheels
- Kermis Oss
- De Osse Kermisfeesten
- Sambafestival
- Het vierde beeld
- Fantastival
- Muze Misse
- Oud en Nieuw

### Taal
Inwoners van Oss die het dialect beheersen spreken Oss', een variant van het Maaslands.

## Natuur en landschap
Oss vormt een verstedelijkt gebied dat op de rand van het pleistoceen en het rivierkleigebied ligt. De dekzandrug ten zuiden van Oss toont een kleinschalig landschap met bos en akkers, naar het oosten toe overgaand in de Herpse Bossen. Ten noorden van Oss ligt een vlak poldergebied. Hier loopt de Hertogswetering en bevindt zich het natuurgebied Ossermeer.

## Industrie
Van de oorspronkelijke, beeldbepalende grote industriële bedrijven zijn Unox, Organon en Desseaux overgebleven.
De huidige Osse bedrijvigheid omvat hoofdzakelijk moderne technologie, productie, logistieke en zakelijke dienstverlening en automatisering. Begin 2005 waren er in Oss 4776 bedrijven gevestigd, die aan 38.175 mensen betaald werk boden. De medisch-farmaceutische sector is voor Oss beeldbepalend en een van de speerpunten van haar economische ontwikkeling. Organon, tussen 2006 en 2021 eigendom van MSD maar daarna weer zelfstandig, is producent van de meest voorgeschreven anticonceptiepil ter wereld. Het is de grootste werkgever in de stad. In de periode MSD werd de hele researchdivisie weggesaneerd. Naast de productie van actieve farmaceutische ingrediënten (het voormalige Diosynth) en farmaceutische eindpreparaten, is het Development Center Oss (DCO) operationeel voor de ontwikkeling van medicijnen. Tevens zijn diverse groothandels, gespecialiseerd in medische hulpmiddelen en operatie-instrumenten, in de stad actief. In totaal werken in deze sector circa 5500 mensen, verdeeld over in totaal 20 bedrijven. Daarnaast produceert het bedrijf Desseaux kunstgrasvelden, Heesen Yachts luxe oceaanwaardige jachten en bestrijken de ruim 2000 vrachtauto's van internationale Osse transporteurs heel Europa.
De dienstverlening neemt in de Osse economie een steeds belangrijkste plaats in, met bedrijven op het gebied van drukwerk, packaging, ICT-services en (micro)elektronica, recycling, technische consultancy en administratie.

## Verkeer en vervoer
In 1810 werden de 'straten' in Oss met zand opgehoogd. Voordien waren ze vaak slecht begaanbaar. In 1838 werd verharding in de kom toegepast. Van 1822 tot 1835 werd ten zuiden van de kom de rijksweg van Nijmegen naar 's-Hertogenbosch aangelegd. De Hescheweg, die de verbinding vormde tussen de bebouwde kom en deze Rijksweg, werd in 1848 van grind voorzien en in 1926 geasfalteerd.
De verbindingsweg met de haven van Lithoijen werd in 1810 verhard in het buitengebied en in 1859 in de kom van Oss. In 1963 kwam het Burgemeester Delenkanaal gereed en kreeg Oss een haven.
In 1881 werd Station Oss geopend naar aanleiding van de aanleg van de spoorlijn van 's-Hertogenbosch naar Nijmegen door de Nederlandsche Zuid-Ooster Spoorweg Maatschappij. Sinds 2009 rijden er weer goederentreinen over het enkelsporige traject naar het bedrijventerrein in de Osse haven.
Rijksweg 59 tussen 's-Hertogenbosch en Oss is gefaseerd omgebouwd tot volledige autosnelweg, een klus die in 2005 door Rijkswaterstaat werd geklaard, evenals het knooppunt Paalgraven, ten zuiden van Oss. Tussen Oss en Nijmegen bestond sinds 1975 een snelweg, Rijksweg 50, die in 2005 werd doorgetrokken naar Eindhoven.
Vanaf 10 december 2006 valt Oss onder het concessiegebied Oost-Brabant. De concessie werd gegund aan vervoerder Hermes, maar ging door een fout bij de overheid naar Arriva. Het stadsvervoer werd tot 10 december 2006 uitgevoerd door Area. Daarvoor reed MTI de stadsdienst. De streekdiensten naar Oss werden tot 10 december 2006 uitgevoerd door BBA. In het verleden reden ook Hermes en haar voorganger Zuidooster (de oprichter van de stadsdienst) streeklijnen naar Oss. Er rijdt geen stadsvervoer meer in Oss. Een stichting rijdt rond met een paar wijkbusjes. Passagiers moeten lid zijn van deze stichting.
Oss heeft twee treinstations: station Oss en station Oss West, daarnaast is ook Ravenstein voorzien van een treinstation. Deze stations zijn gelegen aan de Brabantse Lijn (Tilburg - Nijmegen). In beide richtingen stopt tweemaal per uur een sprinter op station Oss en station Oss West en tweemaal per uur een intercity op station Oss. De intercity's rijden tussen Zwolle en Roosendaal, de sprinters rijden tussen Arnhem Centraal en Dordrecht. Tevens rijden er in de spits twee extra sprinters Oss - Deurne v.v.
De wegenstructuur binnen de gemeente vertoont een rasterstructuur, met diverse breed opgezette en druk bereden hoofdwegen (singels) die grofweg in noord-zuidelijke en oost-westelijke richting lopen. Diverse van deze wegen zijn zo lang dat ze meerdere keren van naam veranderen.
De gemeente Oss heeft in de afgelopen jaren een aantal straten als "fietsstraat" ingericht om een doorlopende fietsroute van Oss naar Heesch (ten zuiden van de stad) en naar Macharen (ten noorden van de stad) te creëren: hier is de auto ondergeschikt aan de fiets. De straat is herkenbaar door gebruik van rood asfalt en passende bebording. Een dergelijke straat werd aangelegd om ook de kernen Berghem en Geffen per fiets bereikbaar te maken. De snelfietsroute F59 verbindt Oss met 's-Hertogenbosch en Waalwijk. Een andere snelfietsroute verbindt Oss met Uden en Veghel.
De Graafsebaan / Megensebaan (N329) aan de oostkant van de stad, van oudsher bekend als de Noord-Zuid, is een drukke weg die fungeert als aan-afvoerroute van knooppunt Paalgraven (A59/A50) van en naar Oss, Berghem, Macharen, Haren en Megen.
In het verleden zijn hier veel ongelukken gebeurd, zowel op de lange rechte stukken als op de drukke kruisingen. Ook had de weg te maken met overbelasting en lange wachttijden bij de diverse verkeerslichten en de spoorwegovergang. Daarom werd de weg in 2013 door de gemeente Oss en de provincie Noord-Brabant voor ruim 80 miljoen euro gereconstrueerd tot "de weg van de toekomst", waarbij de doorstroming en de veiligheid werd verbeterd voor zowel gemotoriseerd als fietsverkeer. Ook bood het de gelegenheid om innovatieve concepten toe te gaan passen zoals ledverlichting in het wegdek en het opwekken van energie. Dit werd gerealiseerd maar de systemen faalden. In 2020 werd daardoor de gemeente Oss voor ruim 3 ton gecompenseerd in de kosten. De huidige ontwikkelingen richten zich op intelligente verkeersregelinstallaties.
Op het Titus Brandsmaplein in Oss ligt de oudste rotonde van de stad en een van de oudste rotondes van Nederland.

### Maashaven
Oss is een van de weinige plaatsen in Zuid-Nederland met een (sinds 1994 tweede) haven voor schepen tot 2000 ton. De Maashaven van Oss is toegankelijk voor de grootste binnenschepen, tweebaksduwvaart en kruiplijncoasters. De Containerterminal Oss voert frequente diensten uit op Rotterdam en Antwerpen. Jachtwerf Heesen Yachts laat jaarlijks gemiddeld drie exemplaren in de haven te water.

## Topografie

### Bevolkingsontwikkeling
| 1795  | 1840  | 1849  | 1859  | 1869  | 1879  | 1889  | 1899  | 1909  | 1920   | 1930   | 1947   | 1950   | 1956   | 1960   | 1971   | 1988   | 1993   | 2000   | 2004   | 2009   | 2014   | 2018   | 2019   | 2021   |
| ----- | ----- | ----- | ----- | ----- | ----- | ----- | ----- | ----- | ------ | ------ | ------ | ------ | ------ | ------ | ------ | ------ | ------ | ------ | ------ | ------ | ------ | ------ | ------ | ------ |
| 2.766 | 3.844 | 4.235 | 4.340 | 4.368 | 4.970 | 7.550 | 7.753 | 8.429 | 11.470 | 14.618 | 21.126 | 22.592 | 27.082 | 30.102 | 41.100 | 50.680 | 52.647 | 56.194 | 58.119 | 57.324 | 57.511 | 57.815 | 58.090 | 58.550 |

De bovenstaande tabel geeft een overzicht van het aantal inwoners van de stad Oss. Vanaf eind 20e eeuw zijn er voor alle jaren gegevens bekend, maar gezien de geringe verschillen zijn niet alle jaren in de tabel opgenomen.

## Wijkindeling stad Oss (officiële CBS-indeling)
- Centrum
- Schadewijk
- Industrieterreinen-Zuid
- Oss-Zuid
- Krinkelhoek
- Industrieterreinen-Noord
- Ruwaard
- Ussen
- Buitengebied-Noord
- Buitengebied-Zuid

### Industriegebieden stad Oss
- Vorstengrafdonk
- De Geer I
- De Geer II
- Elzenburg (haven)
- Landweer
- Griekenweg
- Moleneind (Organon en Unox)
- Danenhoef
- Industriepark Oost
- Euterpelaan
- Oss-West

## Media en theater
- DTV Oss is de publieke omroep van Oss.
- de Sleutel en Regio Oss zijn de weekkranten van Oss.
- Brabants Dagblad Regio Oss e.o. brengt dagelijks het nieuws uit Oss en de regio (Ravenstein, Landerd, Berghem, Lith, Bernheze).
- Kinepolis Oss is de bioscoop van Oss.
- Theater De Lievekamp en cultuurpodium Groene Engel zijn podia in Oss. Zie ook de cultuur-sectie.

## Sport in Oss

### Voetbal
TOP Oss speelde in de jaren 50 betaald voetbal, om vervolgens weer amateurvoetbal te spelen. Na een aantal succesvolle jaren in de Hoofdklasse, is de club sinds 1991 weer actief in de Eerste Divisie.
Sinds de oprichting van de club speelt TOP op dezelfde locatie. Tijdens reguliere wedstrijden biedt het plaats aan 4700 toeschouwers.
TOP Oss won in het seizoen 2005-2006 voor het eerst in zijn geschiedenis een periodetitel en mocht meedoen aan de play-offs.
In 2010 degradeerde TOP naar de topklasse. In 2011 promoveerde TOP weer naar de Jupiler League. De club heeft de ambitie om een stabiele middenmoter op het een na hoogste voetbalniveau te worden.
Ook spelen er nog andere voetbalclubs in Oss, namelijk SV OSS '20, RKSV Margriet, RKSV Cito, RKVV DESO, SV Ruwaard, FC Schadewijk en SV TOP.

### Handbal
Olympia '89 was de handbalvereniging van Oss. Het eerste mannenteam speelde in de Mondriaanhal. Per 1 juli 2020 fuseerde Olympia '89 met DOS '80 en gingen verder onder de naam Dynamico.

### Hockey
MHC Oss bestaat sinds 1999. De club telt circa 1800 leden en is daarmee de grootste sportvereniging in (gemeente) Oss. De mannen en de vrouwen komen beiden uit in de 1e klasse (Eerst hoofdklasse, dan overgangsklasse, dan 1e klasse, etc.) na degradatie in seizoen 2014/15.

### Korfbal
Korfbal vereniging DOT, opgericht op 25 juni 1930, is een van de grootste korfbalverenigingen van het district zuid. Sinds het seizoen 1997/1998 heeft de vereniging zo'n 300 leden die uitkomen in ongeveer 6 seniorenteams, 13 jeugdteams en een g-korfbalteam speciaal voor korfballers met een beperking. Het 1e team komt in de zaal en op het veld uit in de overgangsklasse.

### Motorsport
Oss werd in de jaren 1969 tot en met 1975 bekend door zijn 24 uursrace. Nu worden er nog elk jaar de Pinksterraces verreden. De laatste jaren op het circuit Vorstengrafdonk.

### Zwemmen en waterpolo
De grootste zwem- en polovereniging in Oss is Arethusa, een club met ongeveer 600 leden.

### Wielrennen
In 1984 werd het wereldkampioenschap veldrijden in Oss georganiseerd op de oude vuilnisbelt de „Witte Ruysheuvel”.

### Tafeltennis
Oss heeft twee tafeltennisverenigingen: O.T.T.C. en TTV Return. De O.T.T.C. die is opgericht op 16 januari 1941, is in 1951 met DVS gefuseerd, in 1959 met Besano en in 1965 met Putsidingers, de clubnaam bleef na deze fusies steeds behouden. O.T.T.C. heeft in de najaarscompetitie van 1988, één seizoen op het hoogste niveau in de eredivisie gespeeld. TTV Return is opgericht op 20 september 1978 en stond tot 1991 bekend onder de naam „T.T.V. Tivoli”, vernoemd naar het gelijknamige café aan de Kromstraat in Oss. Van 1991 tot en met 1999 droeg de vereniging de naam „T.T.V. Vice Versa Oss”, vanaf 2000 draagt de vereniging de huidige naam „TTV Return”. Vroeger had Oss nog een tafeltennisclub genaamd „TAP” (Tafeltennis AKZO Pharma) verbonden aan het bedrijf Organon (van het toenmalige moederbedrijf AkzoNobel).

### Kanovaren
De Maaslandse Kano Vereniging (MKV) is opgericht in 1977. Aanvankelijk werd er getraind op de Geffense Plas te Oss. Daarna werd een locatie aan de Ossestraat te Macharen betrokken. Er wordt daar gebruik gemaakt van het water van de Hertogswetering en via het Burgemeester Delenkanaal is er verbinding met de Maas.

## Stedenbanden
- Taizhou[12]

## Fotogalerij

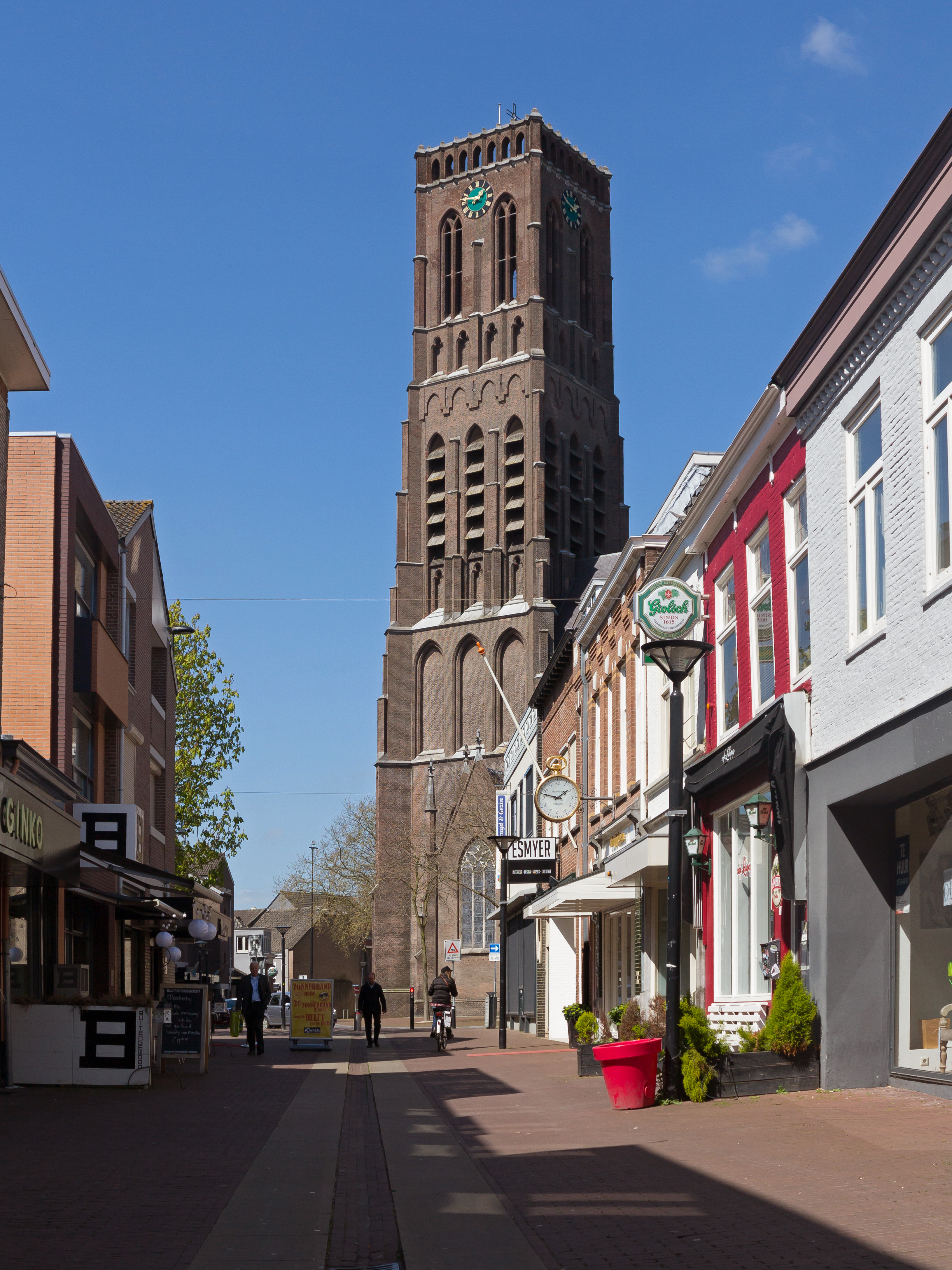
De kerk van de Onze Lieve Vrouw Onbevlekt Ontvangen
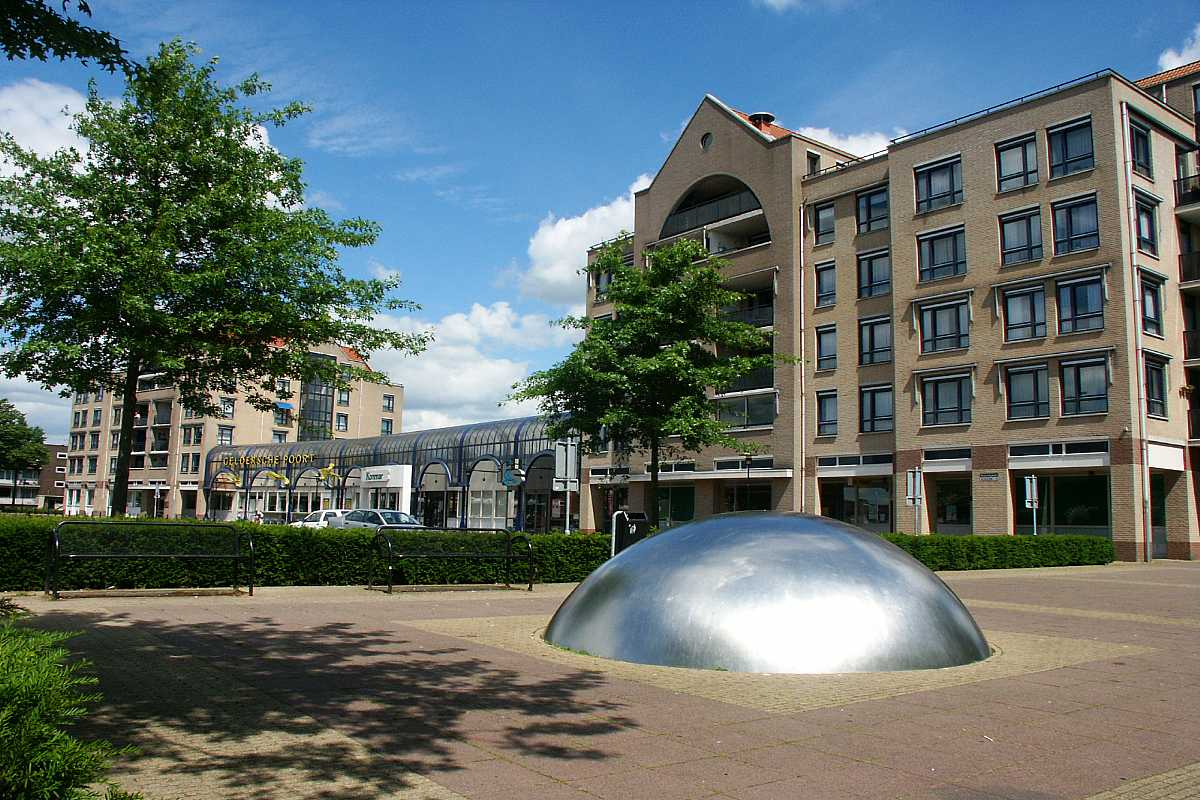
Burchtplein Oss
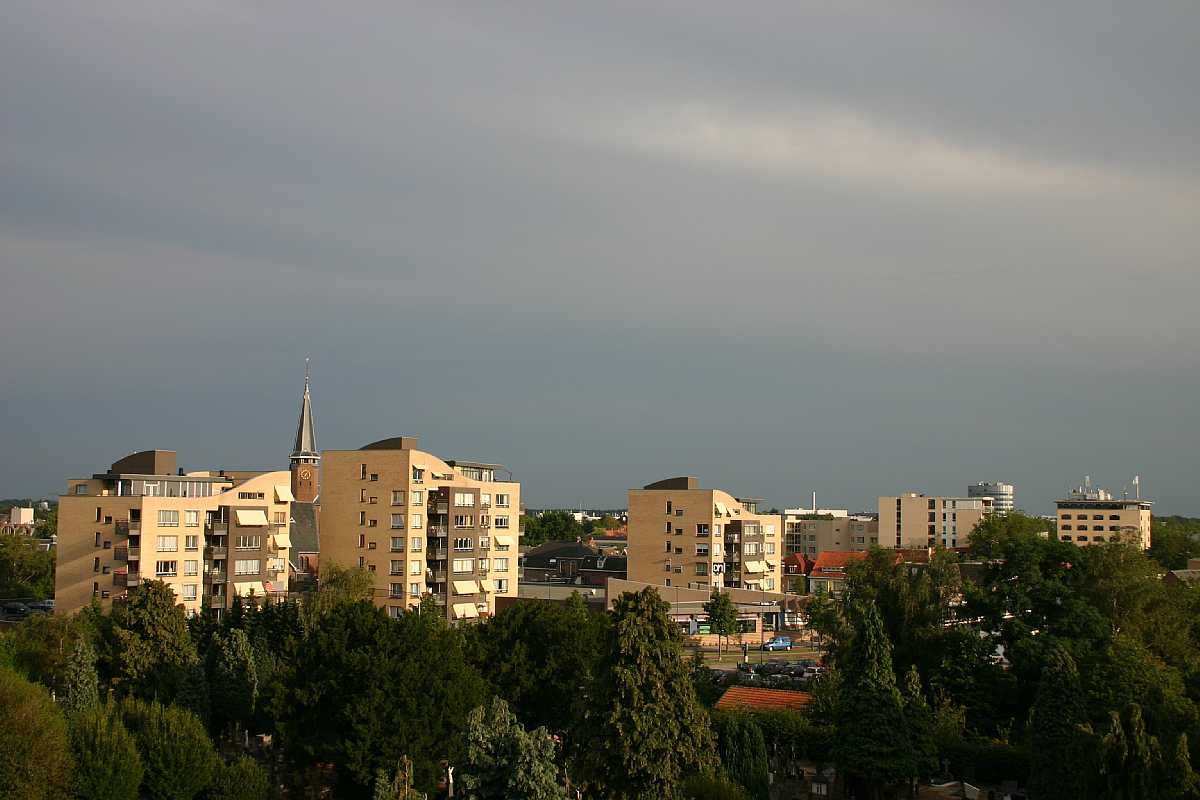
Oostelijke zijde centrum
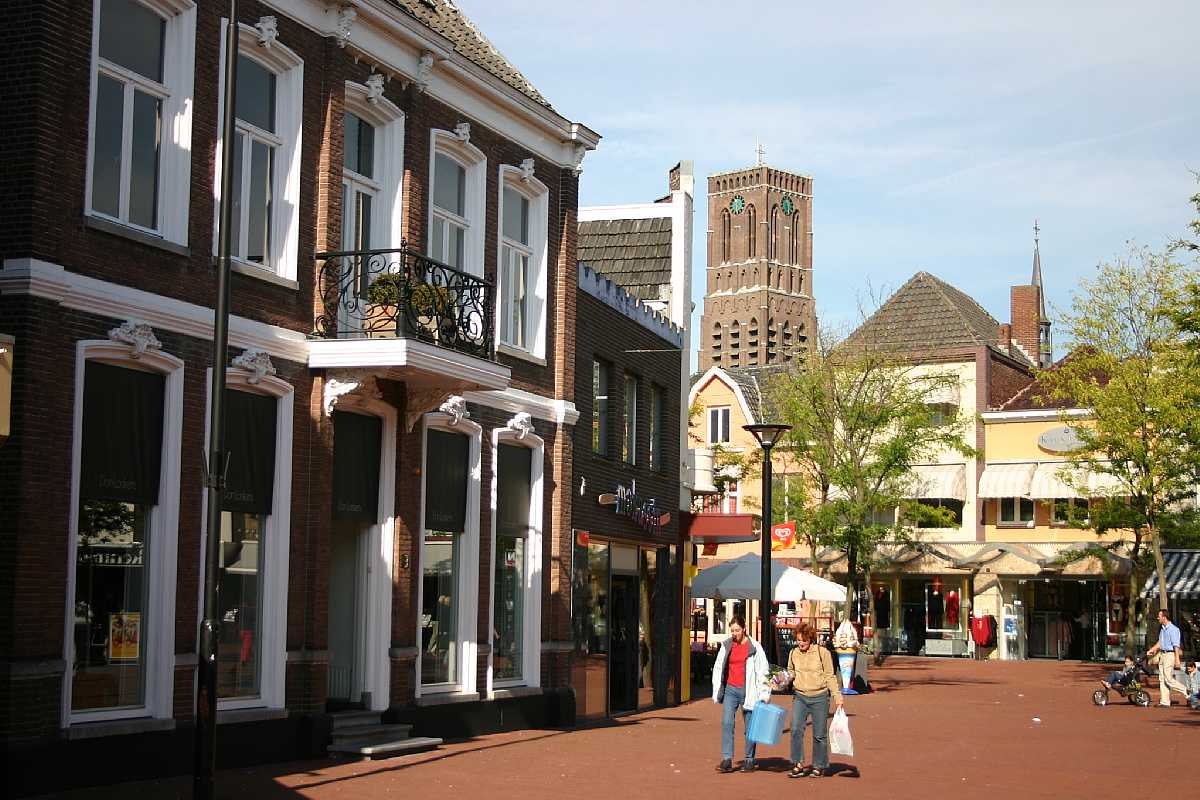
Walplein Oss
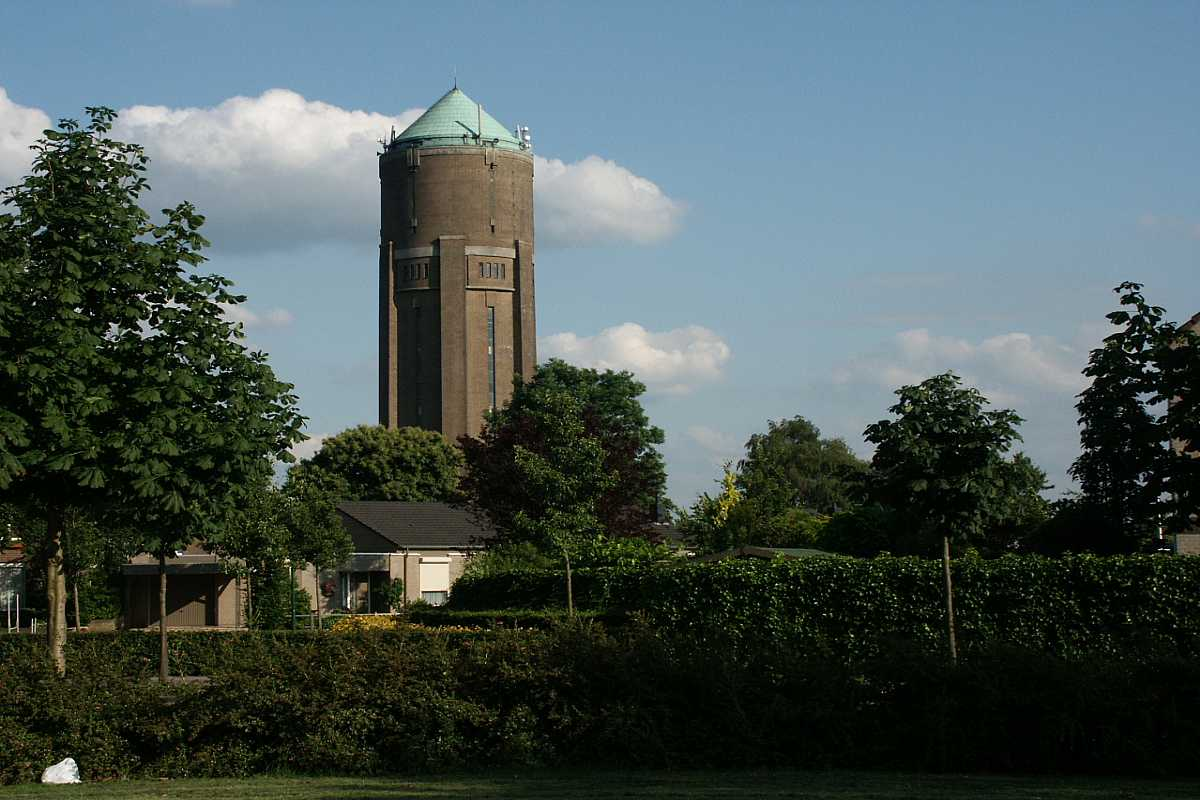
Watertoren Oss
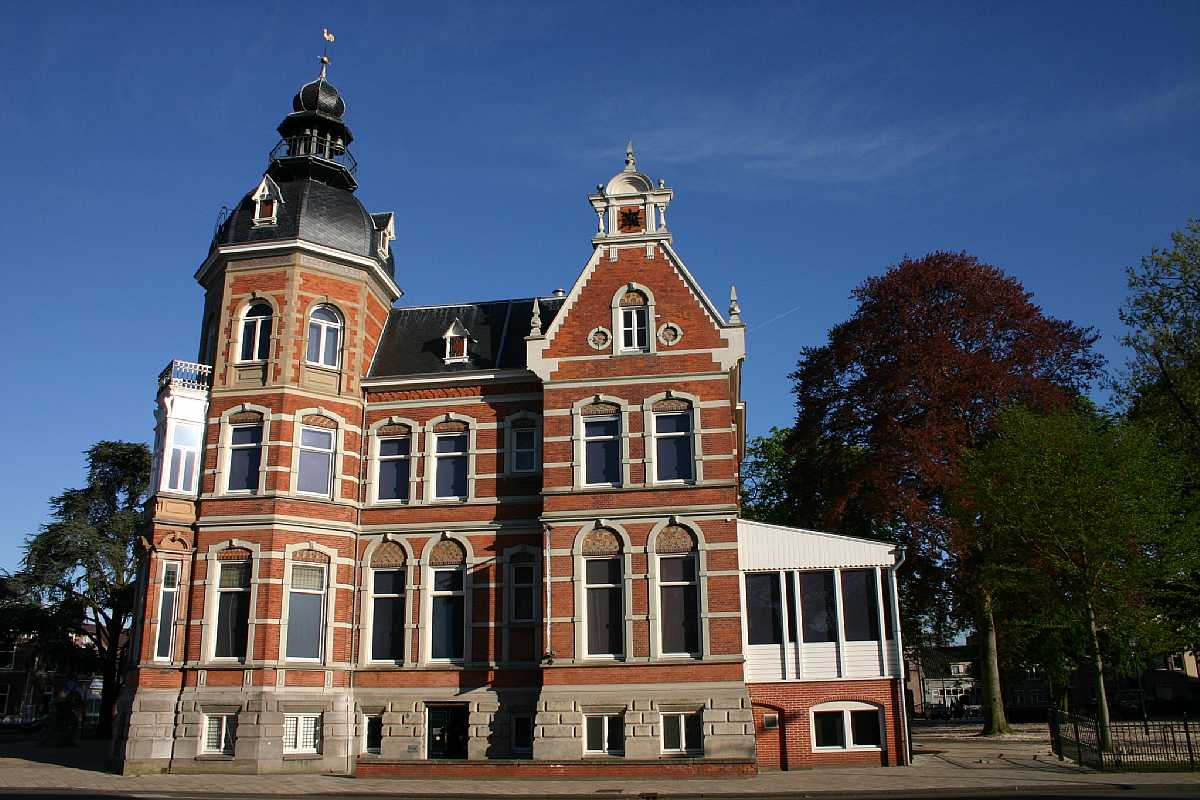
Jan Cunen Museum
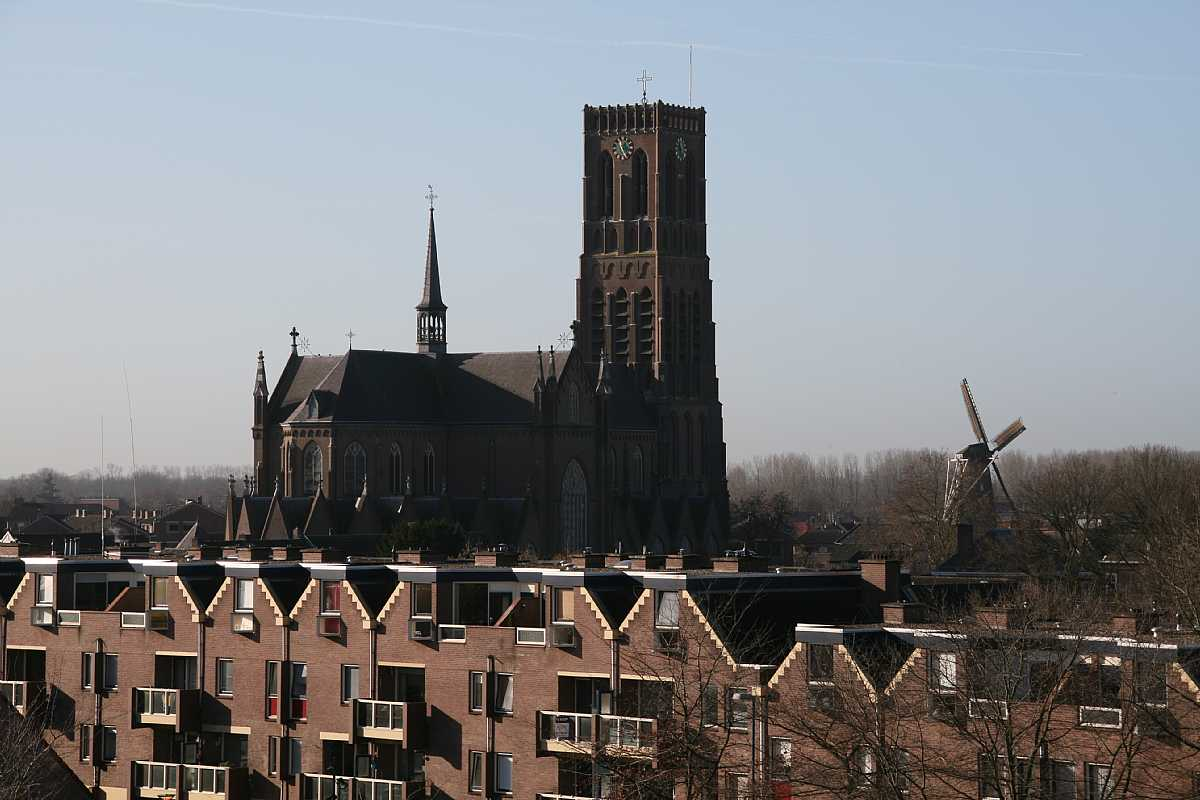
De grote kerk Oss

## Nabijgelegen kernen
Berghem, Macharen, Megen, Oijen, Lithoijen, Teeffelen, Geffen, Heesch, Nistelrode